# Дејмијан Лилард
Дејмијан Ламонте Оли Лилард Старији (енгл. Damian Lamonte Ollie Lillard Sr.; Оукланд, Калифорнија, 15. јул 1990) амерички је кошаркаш. Игра на позицији плејмејкера, а тренутно наступа за Милвоки баксе. 

## Средњошколски дани
За време друге године школовања, пребацује се у средњу школу Св. Џозеф Нотер Дам (енгл. St. Joseph Notre Dame) у Аламиди, приватна школа коју је похађао и бивши НБА играч Џејсон Кид. Због мале минутаже и жеље да се докаже, поново мења школу и одлази у средњу школу Окланд, код тренера Орланда Ваткинса. На трећој години у Окленду, просечно је бележио 19,4 поена по мечу. Следеће сезоне бележио је просечно 22,4 поена и 5,2 асистенције по мечу и водио је свој Окланд до скора од 23-9. Лета 2007, Лилард своју игру подиже на виши ниво играјући за Окланд Ребелсе, тим из Аматерске атлетске заједнице (ААУ).
Лилард није био превише цењен после средње школе. Веб-сајт rivals.com га је оценио са само две звездице. Рангиран је као 48. најбољи плејмејкер од стране агенције ЕСПН. Прихватио је стипендију и наставио је своје школовање на универзитету Вибер Стејт, у Огден, Јута.

## Колеџ каријера
Током своје прве године на колеџу бележио је просечно 11,5 поена по утакмици. Добио је награду за конференцијског Фрешмена године. Касније улази у састав првог тима All Big Sky (конференција) као први новајлија коме је то пошло за руком после Родни Стакија са универзитета Источни Вашингтон коме је то пошло за руком 2006. године.
Током своје друге године на колеџу Лилард је знатно подигао форму, одвевши универзитет Вибер до конференцијског шампионата, бележећи просечно 19,9 поена по утакмици. На крају сезоне, Лилард је добио награду Биг скај играч године (енгл. Big Sky Player of the Year) и такође бива проглашен за почасног Ол-Америкена (енгл. All-American) од стране Асошијетед преса.
Сезону 2010/2011. Лилард опет добро почиње. Његова сезона је била прекинута након повреде стопала због које је пропустио десет утакмица након чега је био приморан да направи паузу до краја године. Лилард је предводио своју конференцију (Биг Скај) са 19,7 поена по утакмици док га повреда стопала није спречила да настави сезону.
У својој трећој години, Лилард је бележио 24,5 поена по утакмици. Током целе сезоне, био је први стрелац лиге, али ипак на крају завршава на другом месту иза Реџија Хамилтона са универзитета Окленд. Трећег децембра 2011, против универзитета Сан Хозе, Лилард је постигао рекорд каријере од 41 поен и погађа тројку која одлучује победника после дуплог продужетка. На крају године именован је по трећи пут за први тим свих конференција. Такође је понео и епитет најбољег играча конференције по други пут у својој колеџ каријери. Био је финалиста за награду Боб Кузи.
После врло успешне године важио је за најперспективнијег плејмејкера и одлучио је да изађе на НБА драфт 2012. године. Своју колеџ каријеру завршио је као други најбољи стрелац у историји Вибер стејт универзитета (1.934 поена) и пети најбољи стрелац Биг скај конференције.

### Колеџ статистика
| Година    | Тим         | ОУ  | МПУ  | ПШ%  | 3П%  | СБ%  | СПУ | АПУ | УПУ | БПУ | ППУ  |
| --------- | ----------- | --- | ---- | ---- | ---- | ---- | --- | --- | --- | --- | ---- |
| 2008–2009 | Вибер Стејт | 31  | 29.4 | .434 | .374 | .841 | 3.9 | 2.9 | 1.1 | 0.2 | 11.5 |
| 2009–2010 | Вибер Стејт | 31  | 34.3 | .431 | .393 | .853 | 4.0 | 3.6 | 1.1 | 0.1 | 19.9 |
| 2010–2011 | Вибер Стејт | 10  | 28.5 | .438 | .345 | .857 | 3.8 | 3.3 | 1.4 | 0.2 | 17.7 |
| 2011–2012 | Вибер Стејт | 32  | 34.5 | .467 | .409 | .887 | 5.0 | 4.0 | 1.5 | 0.2 | 24.5 |
| Каријера  |             | 104 | 32.3 | .446 | .390 | .867 | 4.3 | 3.5 | 1.2 | 0.2 | 18.6 |

### Колеџ награде и признања
- Други водећи стрелац у историји Универзитета вибер стејт (1,934. поена)
- Пети водећи стрелац у историји Биг Скај Конференције
- AП Ол-американ трећи тим: 2012.
- НАБЦ Ол-американ трећи тим: 2012.
- Два пута играч године, Биг скај конференције :2010, 2012.
- Три пута играч првог тима, Биг скај конференције : 2009, 2010, 2012.
- Фрешмен године Биг скај конференције : 2009.

## Професионална каријера

### Портланд трејлблејзерси (2012—)

#### Сезона 2012/2013: Руки сезоне
Лилард је изабран као шести пик на НБА драфту 2012. године од стране Портланд Трејл Блејзерса. Датума 13. јула 2012. потписао је уговор са екипом Портланда и добија ко-МВП награду у НБА летњој лиги где је бележио просечно 26,5 поена, 4.0 скока и 5,3 асистенције по мечу. У његовој дебитантској утакмици против Лос Анђелес Лејкерса датума 31. октобра 2012. је забележио 23 поена и 11 асистенција. Придружује се Оскару Робертсону и Ајзеји Томасу као јединим играчима у НБА историји са најмање 20 поена и 10 асистенција у својој првој утакмици у НБА лиги. Дана 16. децембра Лилард је постигао свој први кош за победу уз звук сирене, постигавши тројку на 0,3 секунде до краја утакмице и тако Портланд Трејл Блејзерсима осигурава победу резултатом 95-92 против Њу Ореланс Хорнетса.
Током НБА Ол-стар викенда, учествовао је у изазову Рајзинг стар и освојио изазов Тако бел скилс. Датума 10. априла 2013. постигао је рекорд сезоне са 38 поена у утакмици коју су изгубили од Лос Анђелес Лејкерса. Касније је проглашен за рукија месеца Западне конференције за април. Након тога, освајао је титулу рукија месеца током сваког месеца до краја сезоне 2012/13.
Лилард је бележио 19,0 поена, 6.5 асистенција, 3.1 скокова просечно по утакмици и поставља рекорд Руки сезоне по броју датих тројки, погодивши чак 185. тројки у сезони. Придружује се Оскару Робертсону и Алену Ајверсону као јединим рукијима у историји НБА лиге који су успели да постигну 1500 поена и 500 асистенција у сезони, и постаје један од двојице Трејл Блејзера који су успели да заврше сезону са 1500 поена и 500 асистенција (Други је Клајд Дрекслер). Једногласно је проглашен Рукијем године и тиме постао тек четврти руки који је једногласно освојио награду, тиме се придруживши Блејку Грифину (2011), Дејвиду Робинсону (1990) и Ралфу Симпсону (1984).

#### Сезона 2013/2014: Први Ол-стар
Дана 30. септембра 2013, Трејл Блејзерси искоришћавају могућност да продуже Лилардов руки уговор за још једну годину, тај уговор је важећи и у сезони 2014/15.
Дана 7. јануара 2014. Лилард постиже рекорд сезоне од 41 поена, у утакмици коју је његов тим изгубио од Сакраменто Кингса, укључујући и 26 поена у последњој четвртини; и тиме поставља рекорд франшизе по броју постигнутих поена у једној четвртини.
Лилард је изгласан од стране тренера да учествује у његовој првој Ол Стар утакмици. Постао је први играч у историји НБА лиге који је учествовао на свих пет догађаја током Ол Стар викенда. Учествовао је у Рајзинг Стар челинџу у петак увече, Скилз челинџу, Такмичењу у брзом шутирању тројки и такмичењу у закуцавању у суботу увече и Ол Стар утакмици у недељу. Заједно са Треј Бурком из Јуте Џез осваја скилз челинџ.
Лилард је просечно бележио 20,7 поена, 5.6 асистенција и 3,5 скокова по мечу у сезони и помогао Портланду да дође до скора од 54-28. Портланд сезону завршава као пети тим у Западној конференцији, и састаје се са Хјустон Рокетсима у првој рунди плеј офа 2014 године.
Дана 20. априла 2014. године Лилард постиже 31 поен, 5 асистенција и једну грешку у победи над Хјустон Рокетсима у првој утакмици. Постао је једини играч у историји НБА лиге који је постигао 30+ пена и само једну грешку у својој првој плеј оф утакмици. 2. маја 2014. године у шестој утакмици серије Лилард постише тројку за победу уз звук сирене и шаље Треј Блејзерсе у другу рунду. Портланд побеђује Хјустон са 4-2 у серији и по први пут пролази у другу рунду плеј офа још од сезоне 2000. Лилард се придружује Ралф Симспону, Мајкл Џордану и Џон Стоктону као јединим играчима у НБА историји који су решили серију кошем за победу уз звук сирене.
Портланд је изгубио од будућег шампиона Сан Антонио Спарса у полуфиналу конференције. Лилард просечно бележи 22.,9 поена, 6.5 асистенција и 5,1 скок по мечу у доигравању. 4. јуна 2014. године Лилард је изабран за трећи тим НБА лиге по први пут у својој каријери.

#### Сезона 2014/2015: Други Ол-стар
Дана 29. септембра 2014. године, Трејл Блејзерси искоришћавају опцију да продуже Лиларду уговор на још једну годину, тако да тај уговор важи и у сезони 2015/16. Датума 19. децембра 2014. године постигао је рекорд каријере од 43 поена у победи Трејл Блејзерса 129-119 над Сан Антонио Спарсима у троструком продужетку. Дана 8. фебруара 2015, Лилард је изабран као замена за повређеног Блејка Грифина на Ол-стар утакмици. Датума 4. марта 2015, Лилард је постигао рекорд каријере у скоковима од 18 скокова у победи 98-93 над Лос Анђелес Клиперсима. Блејзерси су завршили сезону са скором од 51-31, који је био довољан за четврто место на Западној Конференцији. Састали су се са екипом Мемфис Гризлиса у првој рунди Плејофа коју су изгубили у серији од пет утакмица.

#### Сезона 2015/2016.
Дана 9. јула 2015. године Лилард је потписао петогодишњи продужетак уговора вредан 120 милиона долара са Трејл Блејзерсима. 28. октобра 2015. године Лилард је постигао 21 поен и 11 асистенција у првој утакмици сезоне у којој су победили Њу Ореланс Пеликансе. Једна од тројки коју је постигао на утакмици била је његова 600 тројка у каријери, што га је начинило играчем који је најбрже то достигао за само 247 утакмица које је одиграо. Тих Лилардових 11 асистенција које је постигао начинило га је играчем Трејл Блејзера који је најбрже достигао 1500 асистенција и тиме престигао Тери Портера (сезона 1987-1988, 215 утакмица). У следећој утакмици 30. октобра против Финикс Санса, Лилард је постао најбржи играч који је стигао до цифре од 5000 поена и 1500 асистенција (248 утакмица) још од Дерика Роуза (240 утакмица).
Дана 12. децембра у утакмици коју су изгубили од Њујорк Никса, Лилард је постао најбржи Блејзер још од Клајд Дрекслера (1991—1992) постигавши 600 поена и 150 асистенција током првих 25 утакмица. 21. децембра Лилард пропушта своју прву утакмицу у каријери због плантарног фасцитиса левом стопалу, чиме је прекинуо низ од 275 узастопних утакмица. Његов саиграч Си Џеј МекКолум је такође пропустио утакмицу, што је Трејл Блејзерсе оставило без два најбоља стрелца у утакмици са Атланта Хоксима, што је резултовало губитком утакмице резултатом 106-97. Пропустио је и следећих шест утакмица због повреде, вративши се у акцију 4. јануара утакмицом против Мемфис Гризлиса постигавши 17 поена и 7 асистенција у поразу резултатом 91-78. 8. јануара постигао је тадашњи рекорд сезоне од 40 поена у поразу од Голден Стејт Вориорса. 18. јануара у победи против Вашингтон Визардса, постише свој 2000 кош у НБА, тиме поставши један од само осам играча који су тај успех постигли од кад је када је дошао у лигу 2012. године. 26. јануара у победи над Сакраменто Кингсима Лилард је забележио 15 поена и 13 асистенција за његов десети дабл-дабл сезоне, што је највише у његовој каријери. 19. фебруара постигао је рекорд каријере убацивши 51 поен у победи над Голден Стејт Вориорисима резултатом 137-105. Постао је први играч у историји НБА лиге који је имао бар 50 поена 7 асистенција и 6 украдених лопти, откако се број украдених лопти прати као статистички податак (1973—1974). Два дана касније постигао је 30 поена против Јуте Џез, тиме поставши први Блејзер који је постигао бар 30 поена у четири узастопне утакмице још откако је то урадио Клајд Дреклсер у сезони 1991. Продужио је тај низ на пет у следећој утакмици коју је његов тим играо против Бруклин Нетса 23. фебруара. Током својих првих 300 утакмица у НБА лиги, Лилард је постигао просечно 21,2 поена и 6,2 асистенција по утакмици. Само још четири играча у историји НБА лиге су имала просечно 21 поен и 6 асистенција током својих првих 300 утакмица : Оскар Робертсон(30.2 и 10.3), Нејт Арчибалд(24.5 и 8.4), Леброн Џејмс (26.7 и 6.4) и Двејн Вејд(24.0 и 6.4). 4. марта други пут у сезони је постигао 50 поена у утакмици коју су изгубили од Торонто Репторса резутатом 117-115.
Дана 8. марта Лилард је забележио 41 поен и 11 асистенција у победи коју у остварили у продужетку против Вашингтон Визардса, резутатом 116-109, тиме постигавши своју петнаесту утакмицу у којој је остварио преко 20 поена. Такође је постигао и своју 400 асистенцију сезоне, што га је начинило првим Трејл Блејзером са више од 400 асистенција у свакој од његове прве четири сезоне. На крају сезоне у утакмици коју су 13. априла Трејл Блејзерси играли против Денвер Нагетса, Лилард је постигао своју 827 тројку у каријери, и тиме престигао рекорд Веслија Метјуса (826). Лилард је завршио регуларну сезону са просеком од 25,1 поена по утакмици, док је Си Џеј МекКолум просечно постигао 20.8- што је их је начинило првим тандемом у историји Блејзерса који су просечно бележили по 20 и више поена. Лилард је такође постао трећи Блејзер који је имао просечно 25 или више поена, тиме се придруживши Клајду Дрекслеру и Кики Вандевегеу.

## Успеси

### Репрезентативни
- Олимпијске игре:  2020.

### Појединачни
- Најкориснији играч НБА ол-стар меча (1): 2024.
- НБА ол-стар меч (9): 2014, 2015, 2018, 2019, 2020, 2021, 2023, 2024, 2025.
- Идеални тим НБА — прва постава (1): 2017/18.
- Идеални тим НБА — друга постава (4): 2015/16, 2018/19, 2019/20, 2020/21.
- Идеални тим НБА — трећа постава (2): 2013/14, 2022/23.
- НБА саиграч године (1): 2020/21.
- Победник НБА такмичења у вештинама (2): 2013, 2014.
- Победник НБА такмичења у брзом шутирању тројки (2): 2023, 2024.
- НБА новајлија године: 2012/13.
- Идеални тим новајлија НБА — прва постава: 2012/13.

## НБА статистика

#### Регуларна сезона
| Сезона   | Екипа    | ОУ  | СУ  | МПУ  | ПШ%  | 3П%  | СБ%  | СПУ | АПУ | УПУ | БПУ | ППУ  |
| -------- | -------- | --- | --- | ---- | ---- | ---- | ---- | --- | --- | --- | --- | ---- |
| 2012/13. | Портланд | 82  | 82  | 38.6 | .429 | .368 | .844 | 3.1 | 6.5 | .9  | .2  | 19.0 |
| 2013/14. | Портланд | 82  | 82  | 35.8 | .424 | .394 | .871 | 3.5 | 5.6 | .8  | .3  | 20.7 |
| 2014/15. | Портланд | 82  | 82  | 35.7 | .434 | .343 | .864 | 4.6 | 6.2 | 1.2 | .3  | 21.0 |
| 2015/16. | Портланд | 75  | 75  | 35.7 | .419 | .375 | .892 | 4.0 | 6.8 | .9  | .4  | 25.1 |
| Каријера | Каријера | 321 | 321 | 36.5 | .426 | .370 | .870 | 3.8 | 6.3 | .9  | .3  | 21.4 |
| Ол-Стар  | Ол-Стар  | 2   | 0   | 12.5 | .350 | .400 | .000 | 1.5 | 1.0 | .5  | .0  | 10.0 |

### Плеј-оф
| Сезона   | Екипа    | ОУ | СУ | МПУ  | ПШ%  | 3П%  | СБ%  | СПУ | АПУ | УПУ | БПУ | ППУ  |
| -------- | -------- | -- | -- | ---- | ---- | ---- | ---- | --- | --- | --- | --- | ---- |
| 2014/15. | Портланд | 11 | 11 | 42.4 | .439 | .386 | .894 | 5.1 | 6.5 | 1.0 | .1  | 22.9 |
| 2015/16. | Портланд | 5  | 5  | 40.2 | .406 | .161 | .781 | 4.0 | 4.6 | .4  | .6  | 21.6 |
| Каријера | Каријера | 16 | 16 | 41.7 | .428 | .317 | .857 | 4.8 | 5.9 | .8  | .3  | 22.5 |

## Лични живот
Лилард носи дрес са бројем 0, које представља слово О и његов животни пут; из Оукланда у Огден и сада у Орегон. Лилард је хришћанин; има тетоважу на левој руци Псалма 37. Има диплому професионалне продаје на Вибер Стејт Универзитету, коју је добио у мају 2015. Лилардова сестра Лејнеј, тренутно похађа средњу школу Лејкриџ, док је његов брат Хјустон квотербек у Индор фудбалској лиги.
Лилард је хип-хоп/реп ентузијаста. Започео је тренд на друштвеним мрежама, који се зове „четири стиха петком” у којем он, и било ко ко одабере да учествује, поставља видео снимак себе како репује кратку строфу на Инстаграму сваког петка са ознаком #4BarFriday. У јулу 2015. избацио је свој први сингл Soldier in the Game, на сајту Саундклауд.